# Team.blue
team.blue is een Europese aanbieder van webhosting en cloudcomputing. De holding is ontstaan door een fusie van TransIP Group en Combell Group. Later werd ook Register group onderdeel van team.blue. Het hoofdkantoor is gevestigd in Gent. 
Naast webhosting en cloudcomputing biedt team.blue ook diensten aan voor netwerkaansluitingen, e-commerceoplossingen, dataopslag en cybersecurity. Het bedrijf met een duizendtal werknemers bedient 2 miljoen kmo's in Nederland, België, Frankrijk, Italië, Spanje, Portugal, Zwitserland, Denemarken, Zweden, het Verenigd Koninkrijk, Ierland. 
Het bedrijf groeide sterk door een aantal overnames, onder meer in België (Easyhost), Nederland (byte, Spango Internet, iXL hosting, Robohost, Webstekker en Hipex),  Turkije (Natro), Zwitserland/Liechtenstein (Switchplus), Tsjechië (Webnode), Bulgarije (Superhosting), Griekenland (Enartia) en Spanje. 
Het bedrijf was deels in handen van investeringsmaatschappij Waterland, in 2018 werd de participatie verkocht aan HG Capital. Bij de fusie van Combell Group en TransIP Group in 2019 werd team.blue op meer dan 1 miljard dollar gewaardeerd, waardoor het de tweede Vlaamse eenhoorn is, na de dataspecialist Collibra. Midden 2024 stapte een Canadees pensioenfonds in het bedrijf dat hierdoor een waardering van ca. 5 miljard euro kreeg.
Op 1 juni 2021 werden Register en Combell één onder de naam Combell.